# Lira (cidade)

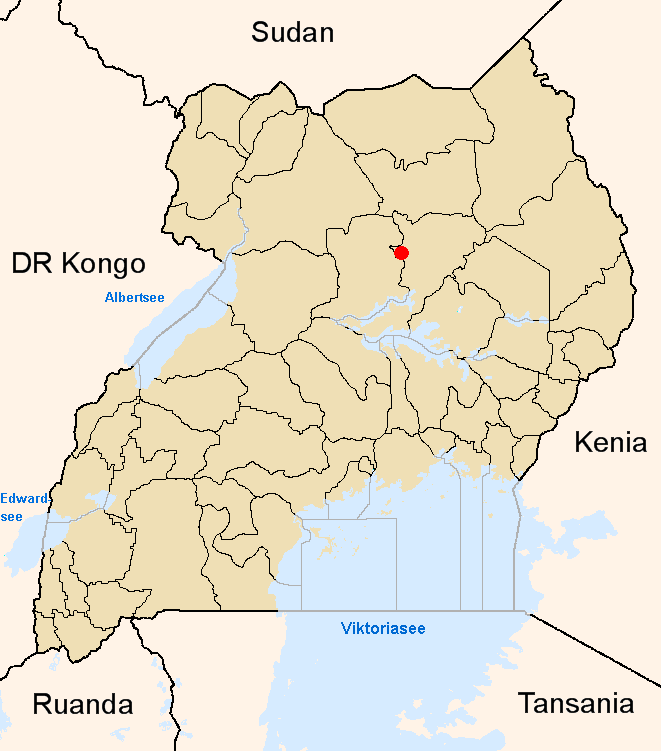
Localização de Lira

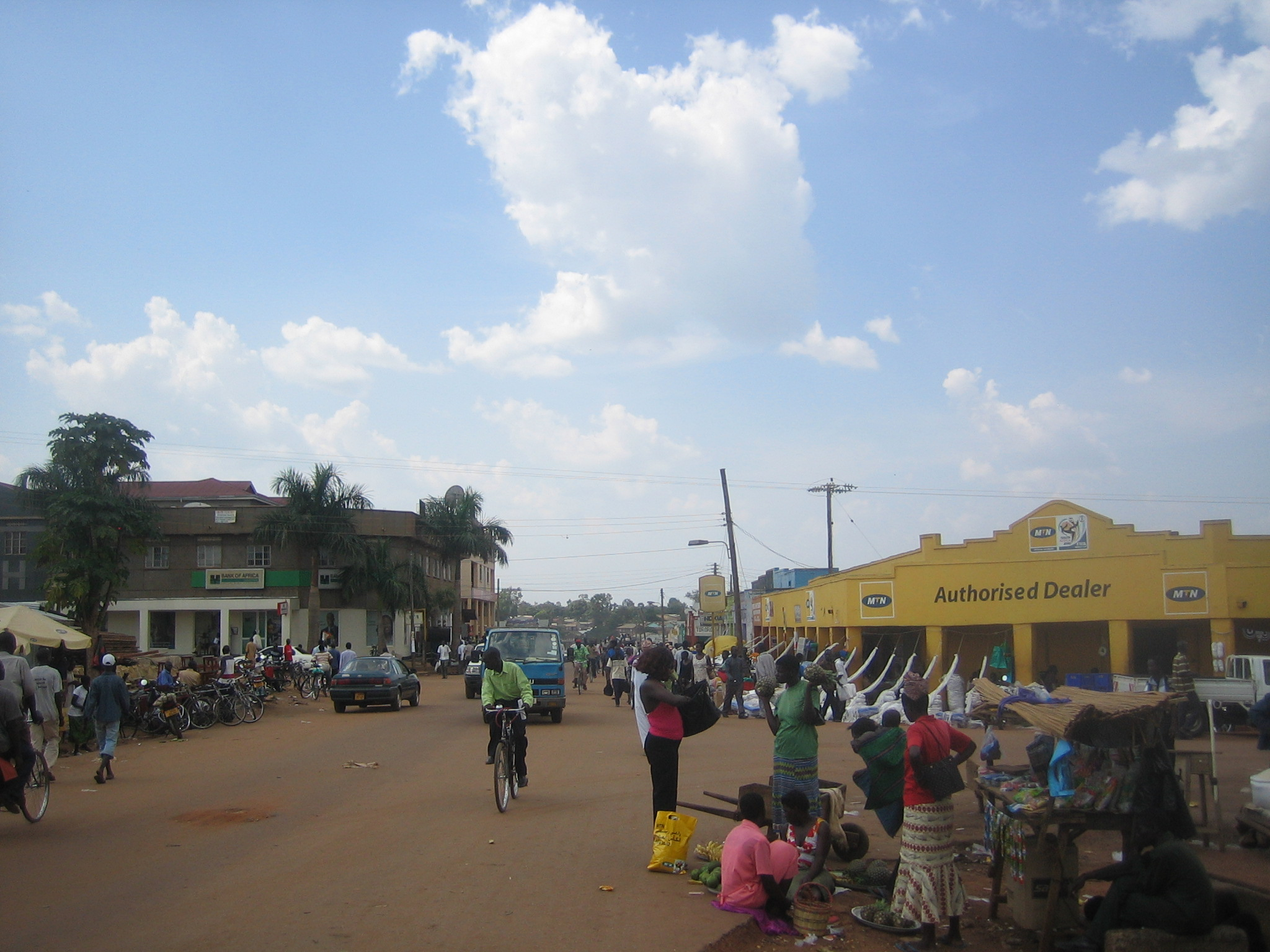
Vista da cidade de Lira

Lira é uma cidade localizada na Região Norte de Uganda. É o centro administrativo, comercial e a principal cidade do distrito de Lira.

## Localização
Lira está a aproximdamente 110 quilômetros (68 mi), por rodovia, a sudeste, de Gulu, a maior cidade da Região Norte, a aproximadamente 320 quilômetros (200 mi), por rodovia, a norte, de Kampala, a capital do país,  e a 124 quilômetros (77 mi), a nordeste, de Soroti.
Suas coordenadas são 2° 14′ 50″ N, 32° 54′ 0″ E (Latitude:02.2472; Longitude:32.9000).

## População
O censo nacional de 2002 estimou a população de Lira em 80.900 habitantes. Em 2010, o Uganda Bureau of Statistics (UBOS) estimou a população em 105.100. Em 2011, a população estimada da cidade era de 108.600. Em agosto de 2014, o censo populacional nacional calculou a população em 99.059 habitantes.

## Religião
Lira é a sede da Diocese Católica Romana de Lira, chefiada pelo bispo Joseph Franzelli.

## Pontos de interesse
- Mercado Central de Lira
- Campus da Universidade Mártires de Uganda (Uganda Martyrs University - UMU), universidade privada afiliada à Igreja Católica Romana de Uganda
- Universidade Todos os Santos (All Saints University - ASU), universidade pertencente à Diocese Anglicana de Lango

## Personalidades
- Janet Achola, corredora de meio-fundo nascida em Lira e que participou dos Jogos Olímpicos de Verão de 2012, em Londres.
- Arthur Kyobe, jogador de críquete.